# Гришунов, Егор Матвеевич
Егор Матвеевич Гришунов (23 апреля 1917 — 21 октября 1943) — советский артиллерист, командир 865-го артиллерийского полка 302-й стрелковой дивизии 2-й гвардейской армии 4-го Украинского фронта, Герой Советского Союза (1 ноября 1943, посмертно), майор.

## Биография
Егор Матвеевич Гришунов родился 23 апреля 1917 года в деревне Сеченки Смоленской губернии (ныне Ярцевский район Смоленской области). Окончил школу. Работал бухгалтером.
Участвовал в Зимней войне 1939—1940 в боях на Карельском перешейке.
После войны окончил Тбилисское артиллерийское училище.
В Великой Отечественной войне
В годы Великой Отечественной войны сражался в Крыму, под Сталинградом, участвовал в освобождении Украины. Прошёл путь от командира батареи до командира артиллерийского полка.
С 1942 года член ВКП(б)/КПСС.
Погиб в боях у города Мелитополь. 21 октября 1943 немецкие войска начали контратаку. Майор Егор Гришунов приказал выкатить орудия на открытые позиции и отбивать атаку прямой наводкой. Он перенёс командный пункт в боевые порядки и лично корректировал огонь орудий. К концу дня вражеские войска были отброшены, потеряв более 150 солдат, 3 танка и 2 САУ. Во время преследования противника осколок мины убил майора Гришунова.
1 ноября 1943 года указом Президиума Верховного Совета СССР за умелое руководство полком, личную храбрость и мужество, проявленные при прорыве долговременной обороны на реке Молочной майору Гришунову Егору Матвеевичу присвоено звание Героя Советского Союза посмертно.
Похоронен в братской могиле в городе Токмак Запорожской области.

## Награды
- Герой Советского Союза (1 ноября 1943).
- Орден Ленина.
- Орден Красного Знамени (29.4.1942)
- Орден Красной Звезды (1.2.1943)
- Орден Отечественной войны I степени (16.3.1943)
- Медали.